# Vanité (Peschier)
Pour les articles homonymes, voir Vanité (homonymie).
Cette Vanité est une peinture de N. L. Peschier datant de 1660, conservée au musée des beaux-arts de Montréal.

## Histoire
Le tableau qui entra en 2001 dans les collections du MBAM est exposé depuis dans la collection Art international ancien et moderne du MBAM, maintenant installée dans le pavillon pour la Paix Michal et Renata Hornstein au niveau 3.

## Iconographie
La vanité à morale catholique est un genre pictural répandu dans toute l'Europe classique du XVIIe siècle.
Le genre, déduit des natures mortes, se doit d'exposer, dans sa composition, différents objets symbolisant les plaisirs terrestres, le pouvoir et son caractère éphémère, la fragilité des choses du monde, la fuite du temps, la mort. Un crâne humain est systématiquement présent ; il donne immédiatement, à la première vison du tableau, l'intention d'exposer la Vanité des hommes.

## Description
Le crâne humain au centre (Mort) est entouré de papiers froissés (corruption de la matière) outre les objets de la fuite du temps (un sablier à droite et une lanterne avec sa bougie éteinte), du pouvoir éphémère (actes rédigés avec sceau, bourse, monnaie, répandus sur une étoffe soyeuse).

### Contexte historique
Un des actes porte la date de 1660 date du tableau, le sceau est celui de Philippe II d'Espagne, mort en 1598, qui régna sur la Hollande qui s'est défaite de son joug en 1609, une indépendance qui ne fut reconnue par l'Espagne qu'en 1648.